# Cyclocephala flavipennis
Cyclocephala flavipennis är en skalbaggsart som beskrevs av Gilbert John Arrow 1914. Cyclocephala flavipennis ingår i släktet Cyclocephala och familjen Dynastidae. Inga underarter finns listade i Catalogue of Life.